# Iglesia del Espíritu Santo (Miranda de Ebro)
La iglesia del Espíritu Santo, históricamente conocida como iglesia de San Nicolás (hasta la guerra civil española), es un templo de culto católico y estilo predominantemente románico situado en Miranda de Ebro, provincia de Burgos, comunidad autónoma de Castilla y León, España.

## Historia
El edificio, asomado al río Ebro y al Puente de Carlos III, data del siglo XIII, tratándose del más antiguo de los templos mirandeses, aunque el fuero de Miranda de 1099 hace referencia a un templo más antiguo dedicado también a San Nicolás y emplazado en el mismo lugar. Este primitivo templo de San Nicolás era una iglesia juradera, donde los vecinos de ambas márgenes del río se querellaban entre sí basándose en el fuero. Existe la creencia de que el Cid Campeador oró con sus fieles caballeros en tal iglesia en el siglo XI. La presencia de un castillo y un león en los capiteles de la portada pueden representar la unión de los reinos de Castilla y León en 1230; en tal caso, la nueva iglesia ya estaría construida a comienzos del siglo XIII. 
Declarado Monumento Histórico-Artístico de interés nacional el 3 de junio de 1931, San Nicolás fue seriamente dañado en un incendio provocado durante la guerra civil en 1936; tras permanecer 36 años cerrado, el templo fue rehabilitado y reabierto al culto en 1972 bajo la nueva advocación del Espíritu Santo, ya que la de San Nicolás se había adjudicado a un templo de nueva planta construido en las cercanías en 1945. El ábside, muy deteriorado por la contaminación y los agentes meteorológicos, fue limpiado y restaurado en 2003. 

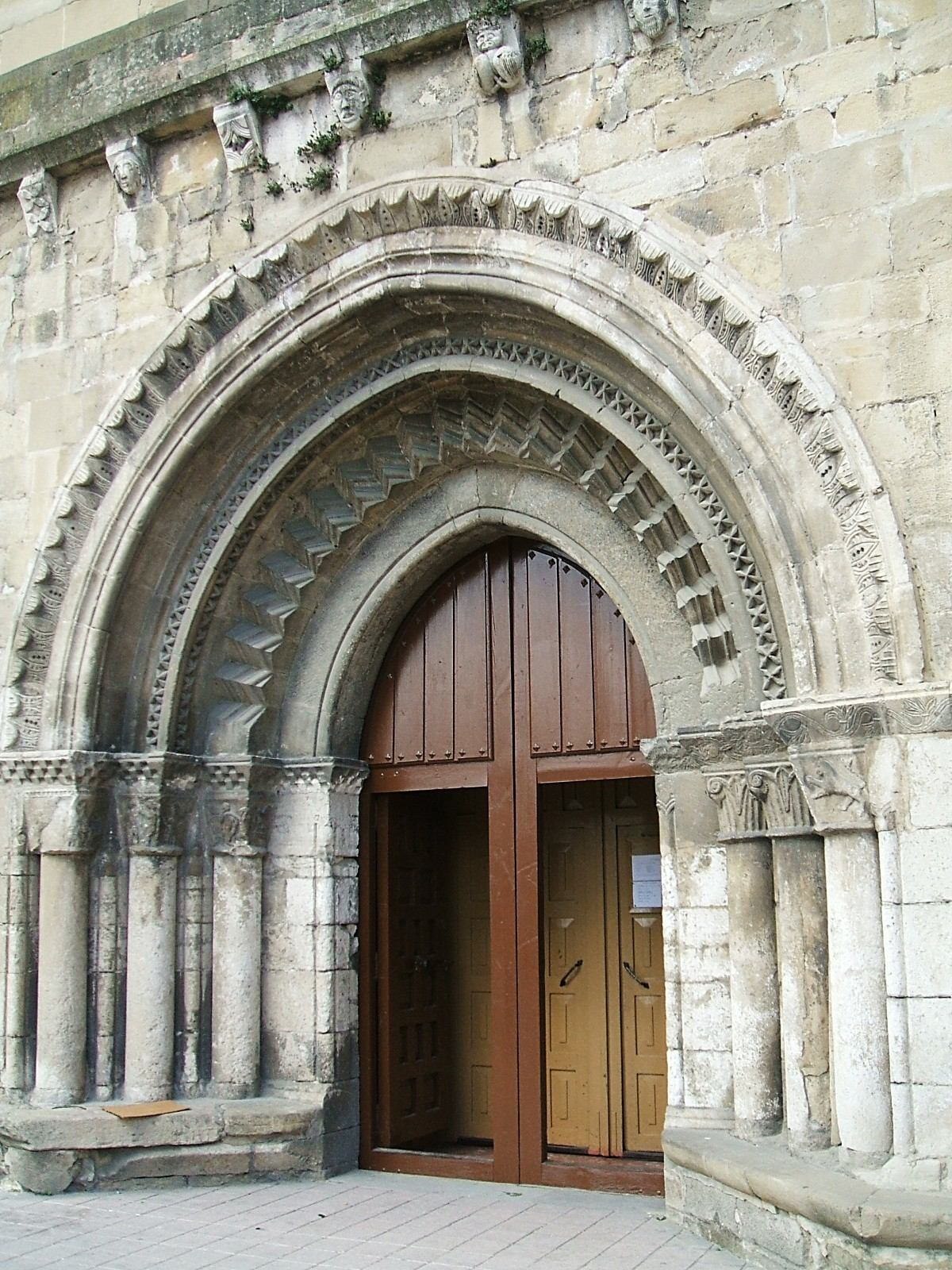
Portada.

## Descripción
Templo edificado en estilo románico con asomos del gótico primitivo, tiene planta de cruz latina con nave única y es de pequeñas dimensiones. Dos elementos de su arquitectura exterior concentran la atención.
El ábside lo forman cinco paños separados —aspecto poco común— por recios contrafuertes prismáticos apoyados en basas a los que se superponen pares de columnas de fuste cilíndrico y que ascienden hasta la segunda línea de imposta, punto a partir del cual las cornisas que los cubren se comunican con el alero del tejado con una única columna cilíndrica adosada al vértice de pared. En cada paño se abren otras tantas ventanas profundamente abocinadas y baquetonadas en doble arquivolta de medio punto, lo que pone de relieve el grosor de los muros e intensifica la sensación de maciza robustez de la fábrica, no exenta de elegancia. En la segunda línea de imposta, varios capiteles muestran rostros esculpidos muy maltratados por el tiempo. Profundamente erosionados aparecen también algunos de los canecillos originales que se conservan en el alero. Este ábside pentagonal está datado en la segunda década del siglo XIII.

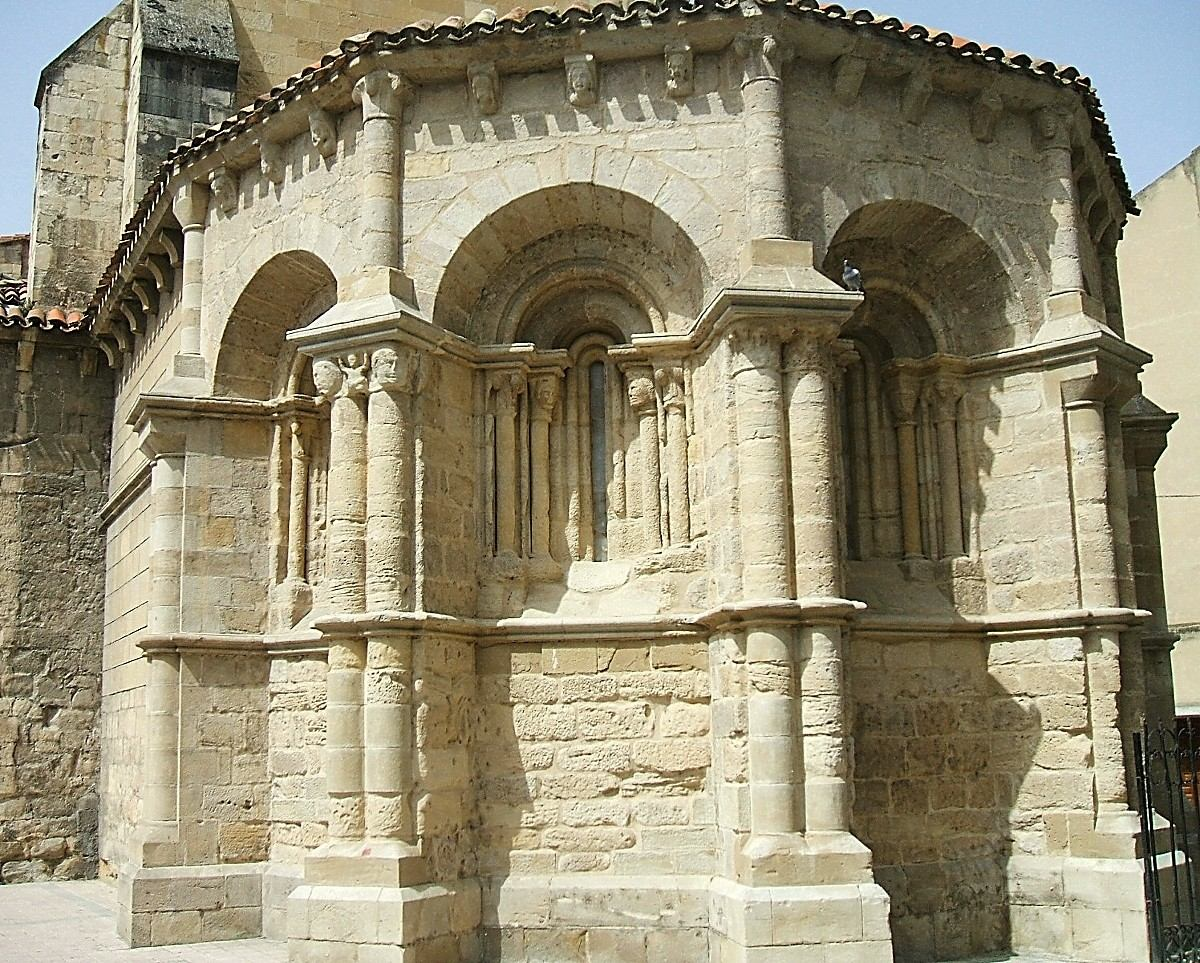
Ábside.

La portada, abierta en el lado de la Epístola (meridional) de la iglesia bajo un cornisa con canecillos esculpidos entre los que destaca el de un búho y el de un rostro de hombre de color, está formada por tres arquivoltas apuntadas, decoradas con motivos geométricos y apoyadas en seis baquetones de fuste liso y otros tantos capiteles con muy sencilla labra vegetal (dos) e iconográfica (cuatro). Estos últimos representan simbología religiosa en torno al pecado así como un castillo y un león que, según algunos expertos, representan la unión del reino de Castilla y de León en 1230. La portada estuvo protegida por un pórtico de madera con rejería de forja hasta 1936, cuando resultó destruido. Este elemento es posterior al ábside y cabe remontarlo al segundo tercio del siglo XIII, una época plenamente gótica que deja su impronta en el acabado ojival del aparejo.
El interior de la iglesia se muestra muy reformado, limitándose el interés a la cabecera, que muestra el ábside al no haber retablo presidiendo la Capilla Mayor. Este espacio está cubierto con bóveda de arista formada con gruesas nervaduras. El campanario y el coro son elementos construidos a mediados del siglo XVI.

## Galería de imágenes

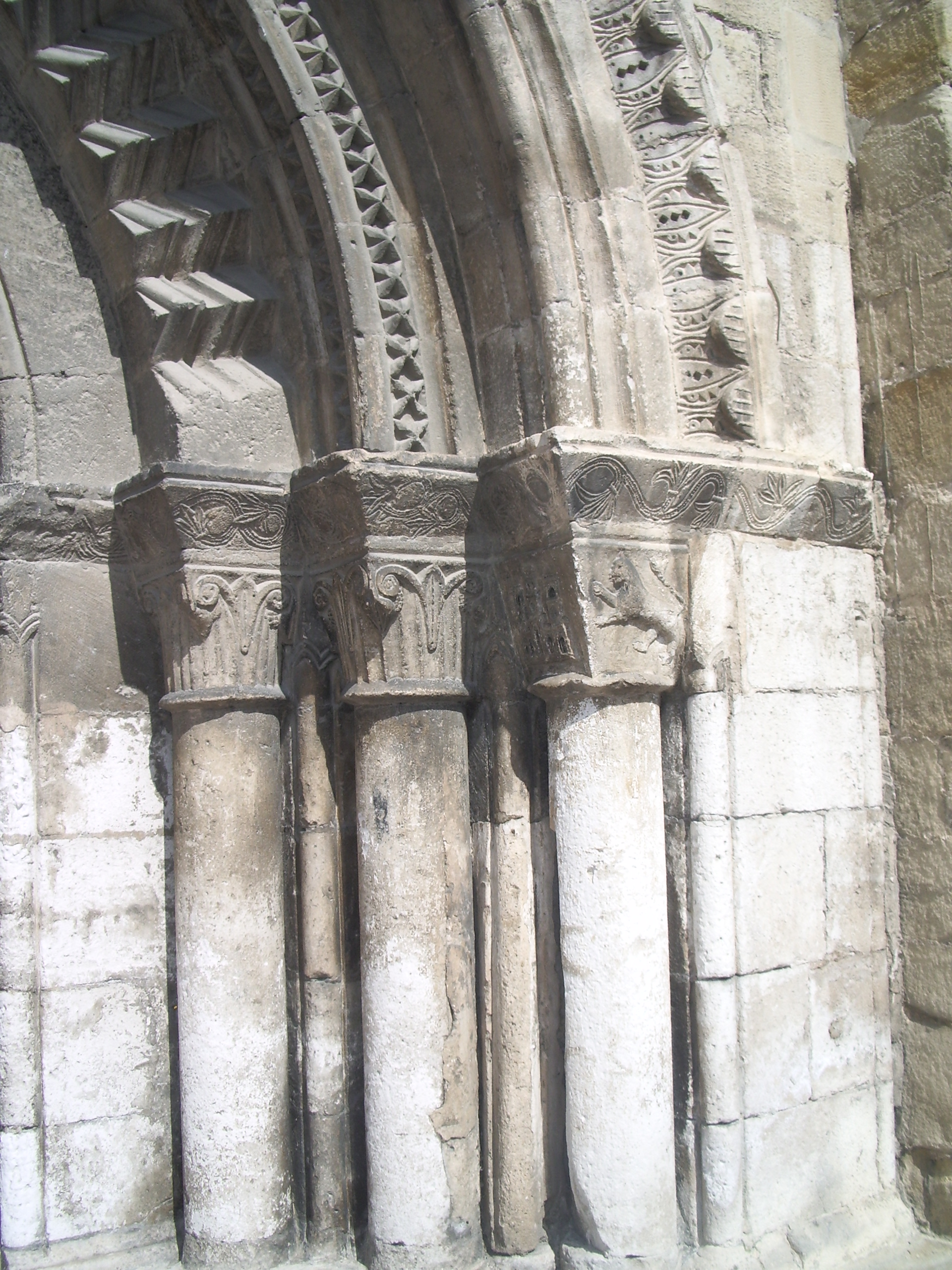
Capitel por la unión de Castilla y León en 1230.
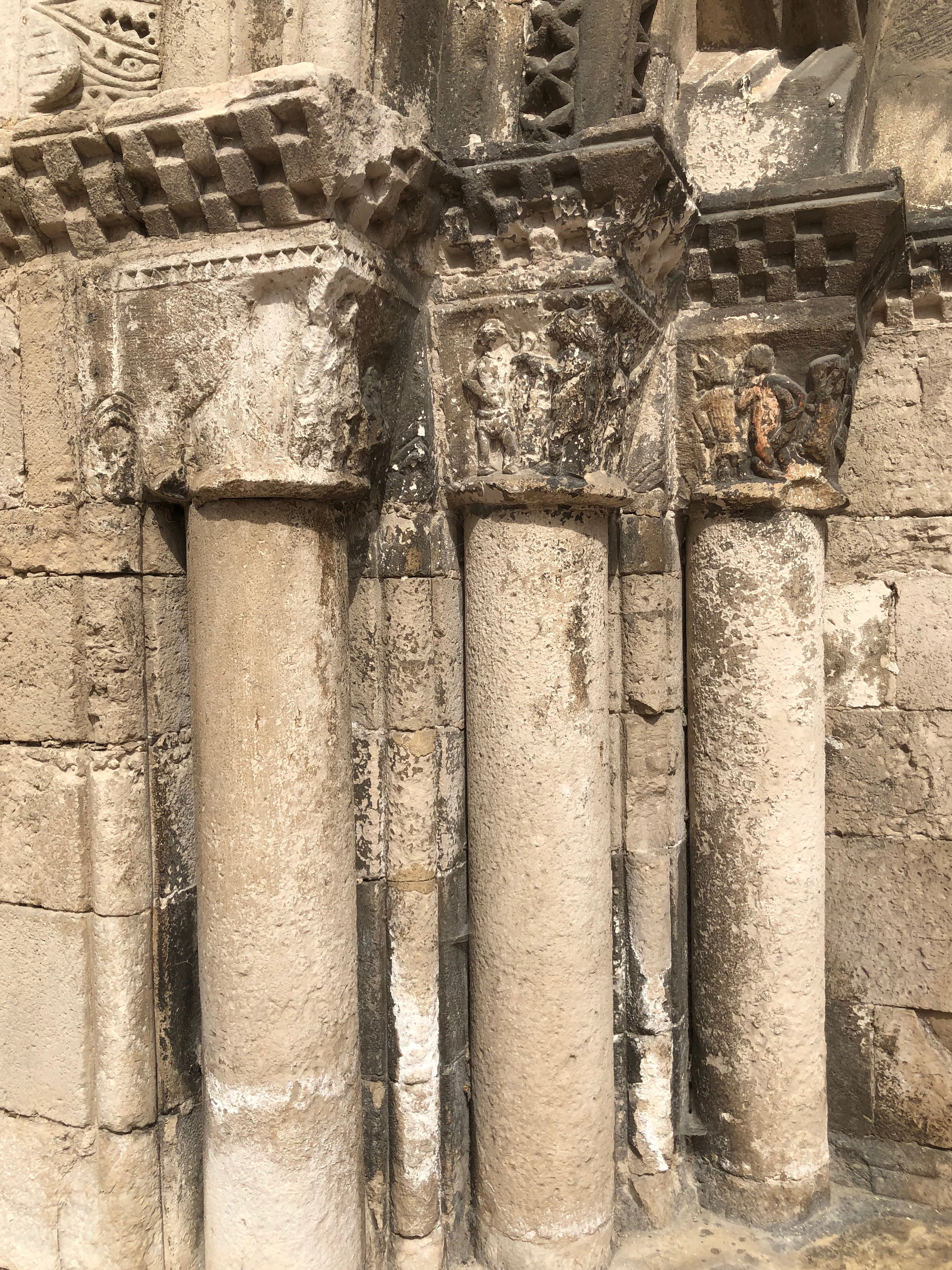
Capiteles
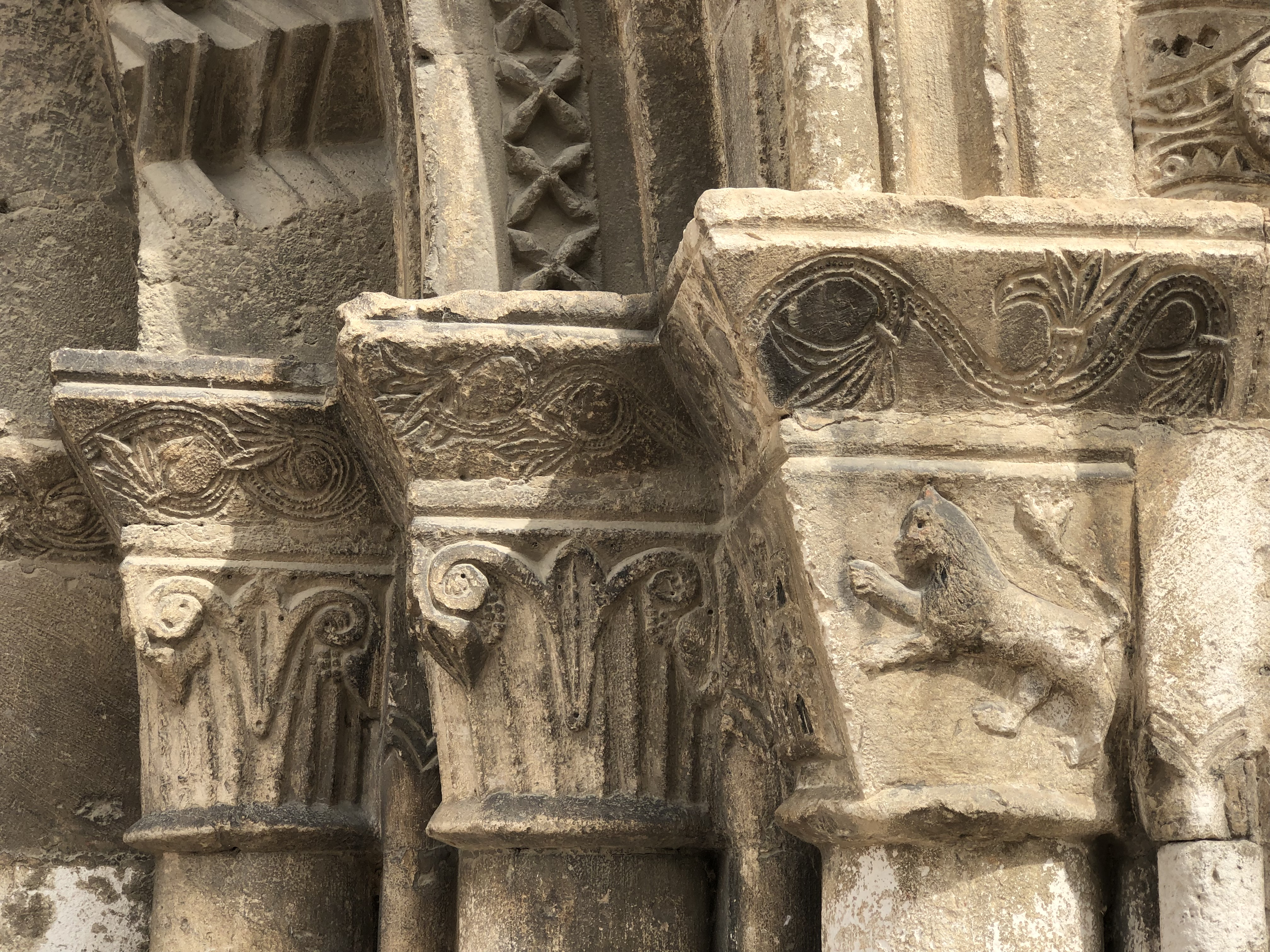
Capiteles
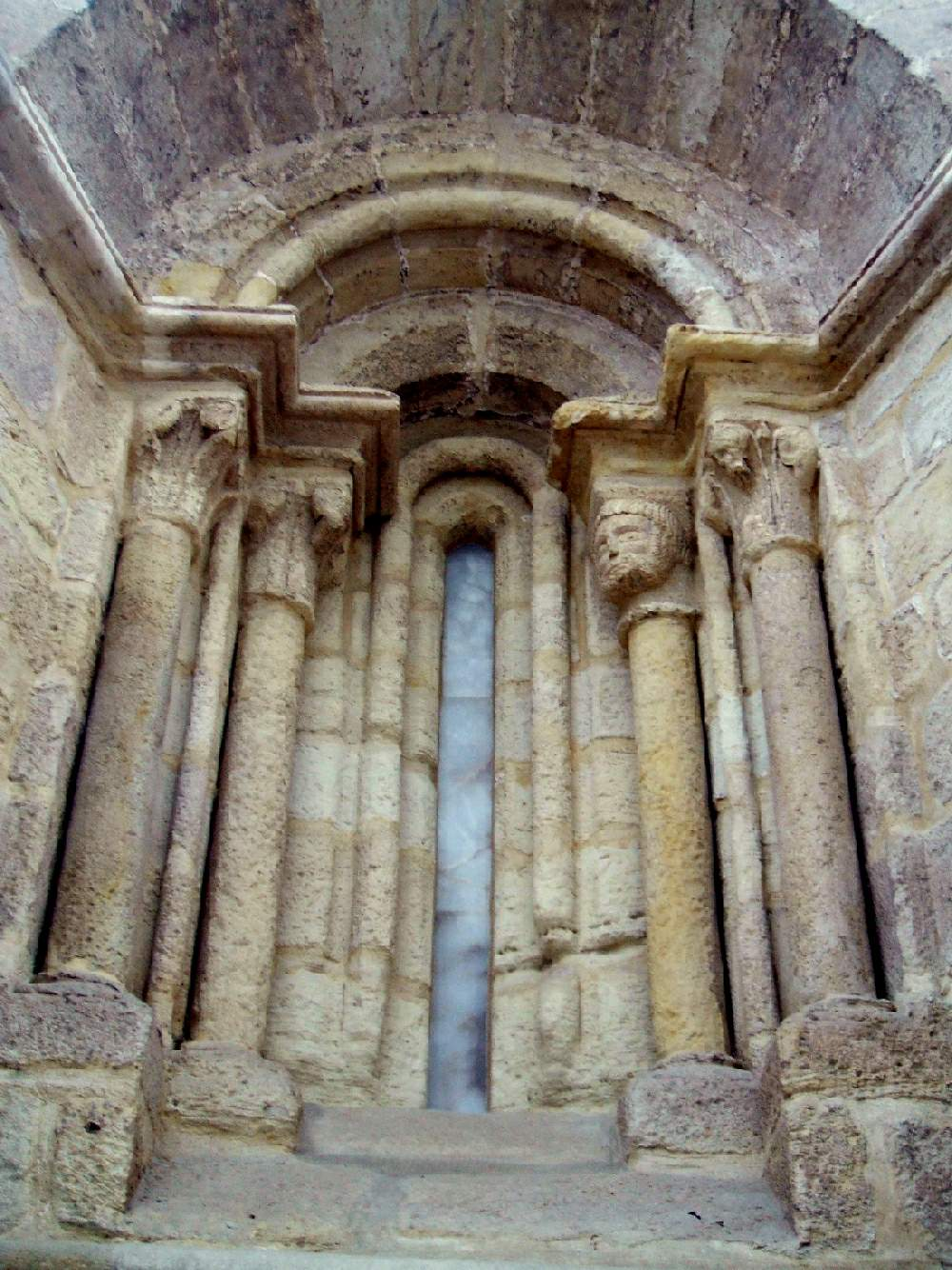
Ventana abocinada
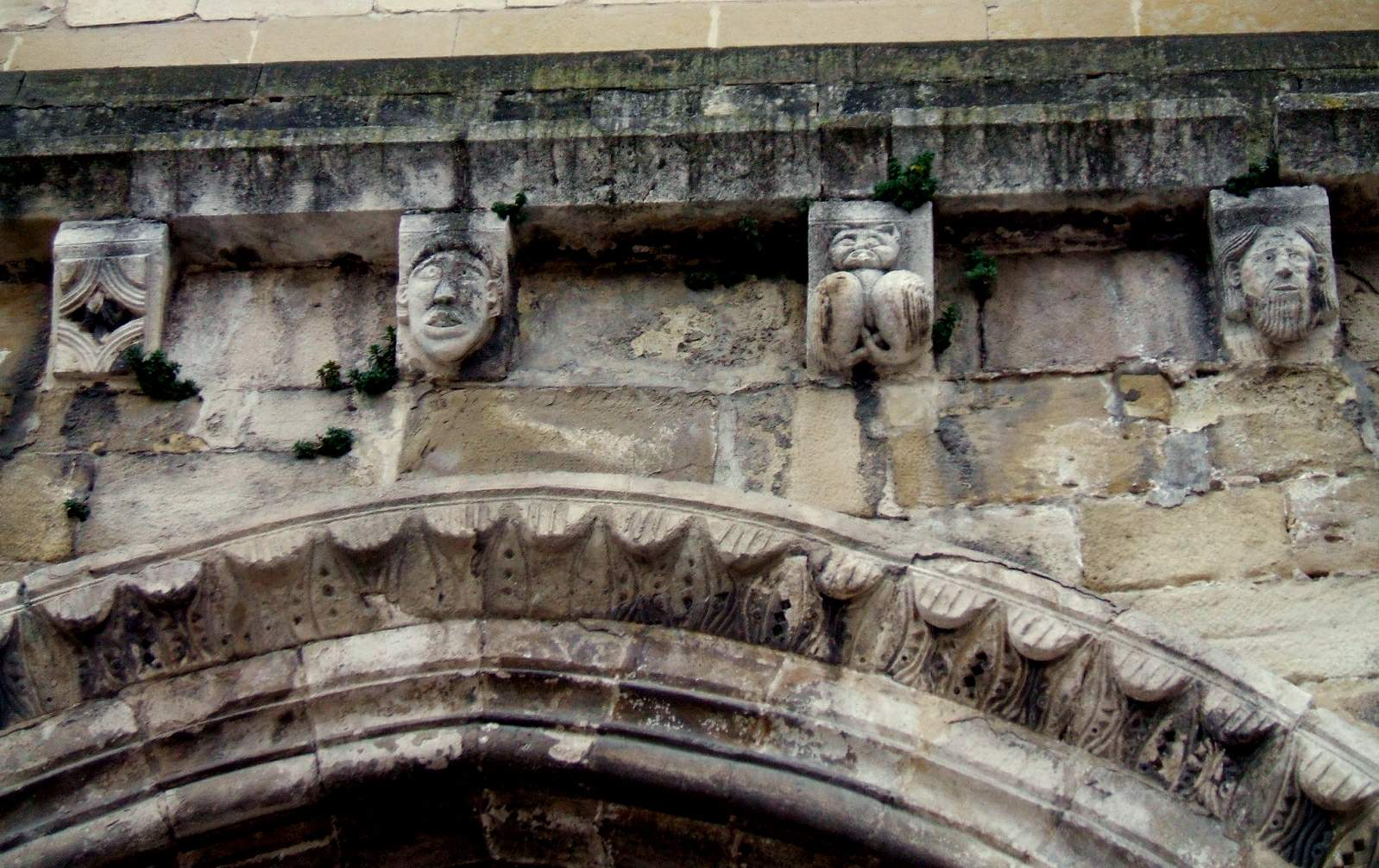
Canecillos sobre la portada
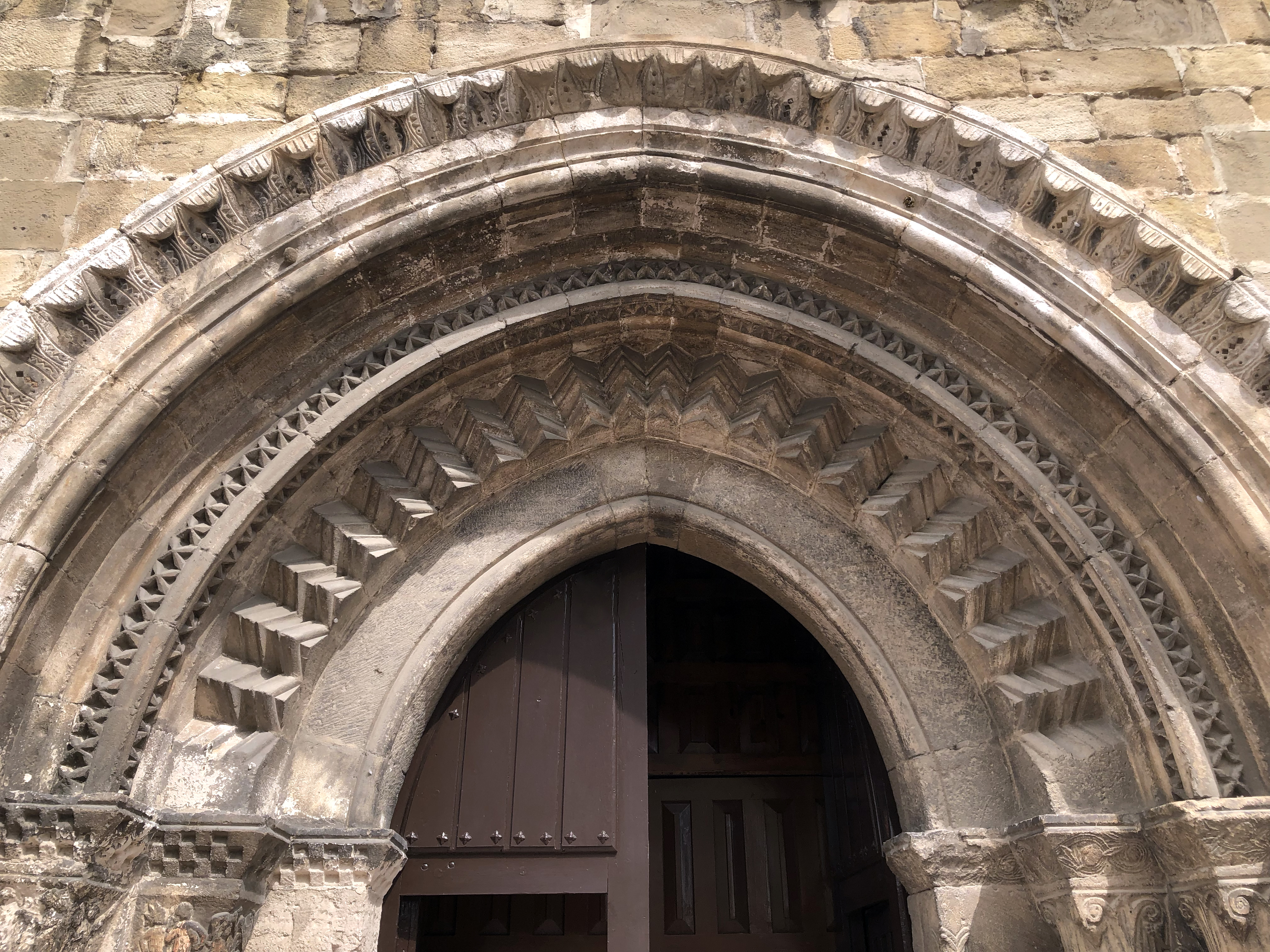
Pórtico.
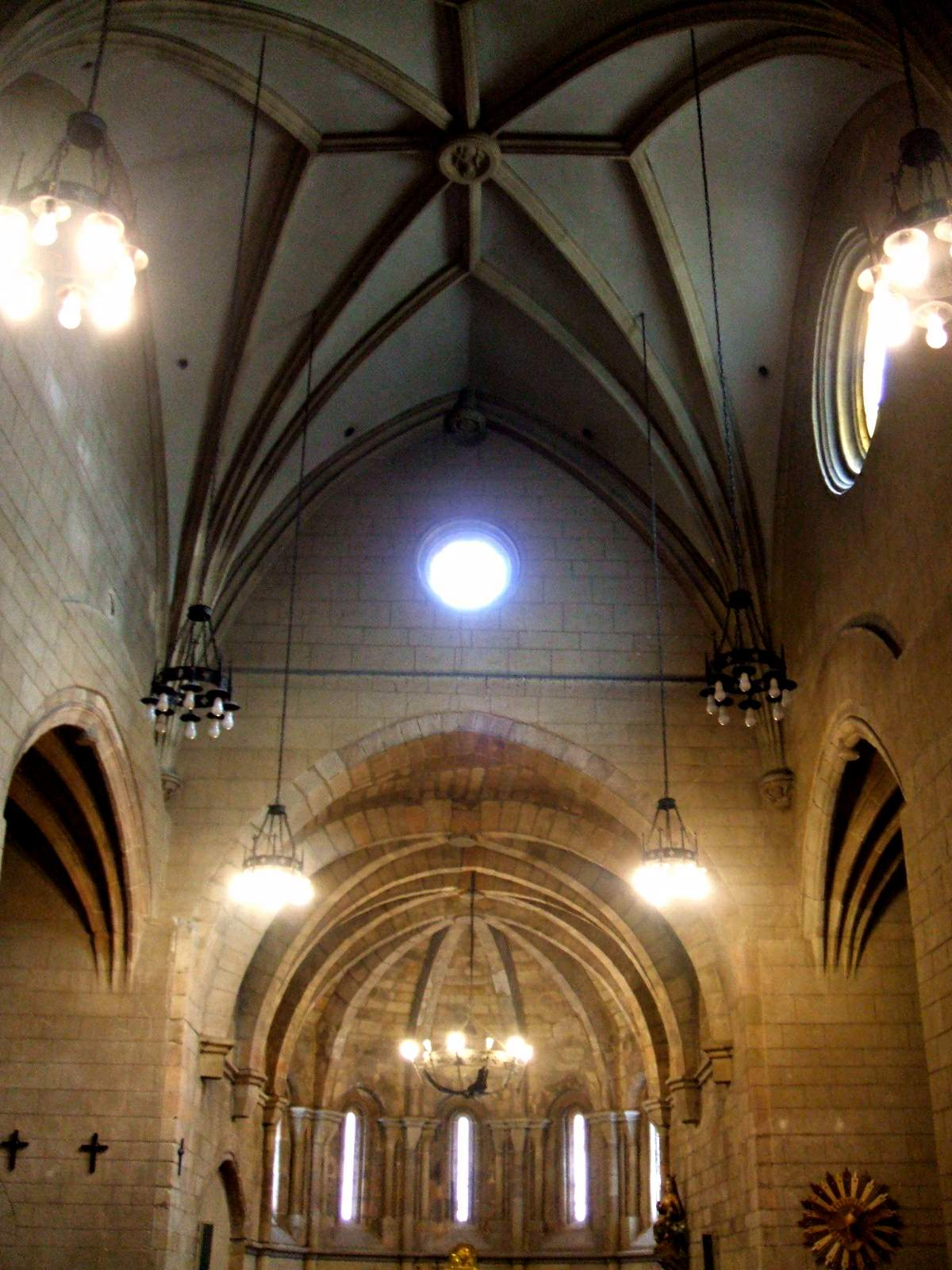
Cubierta de la nave y cabecera
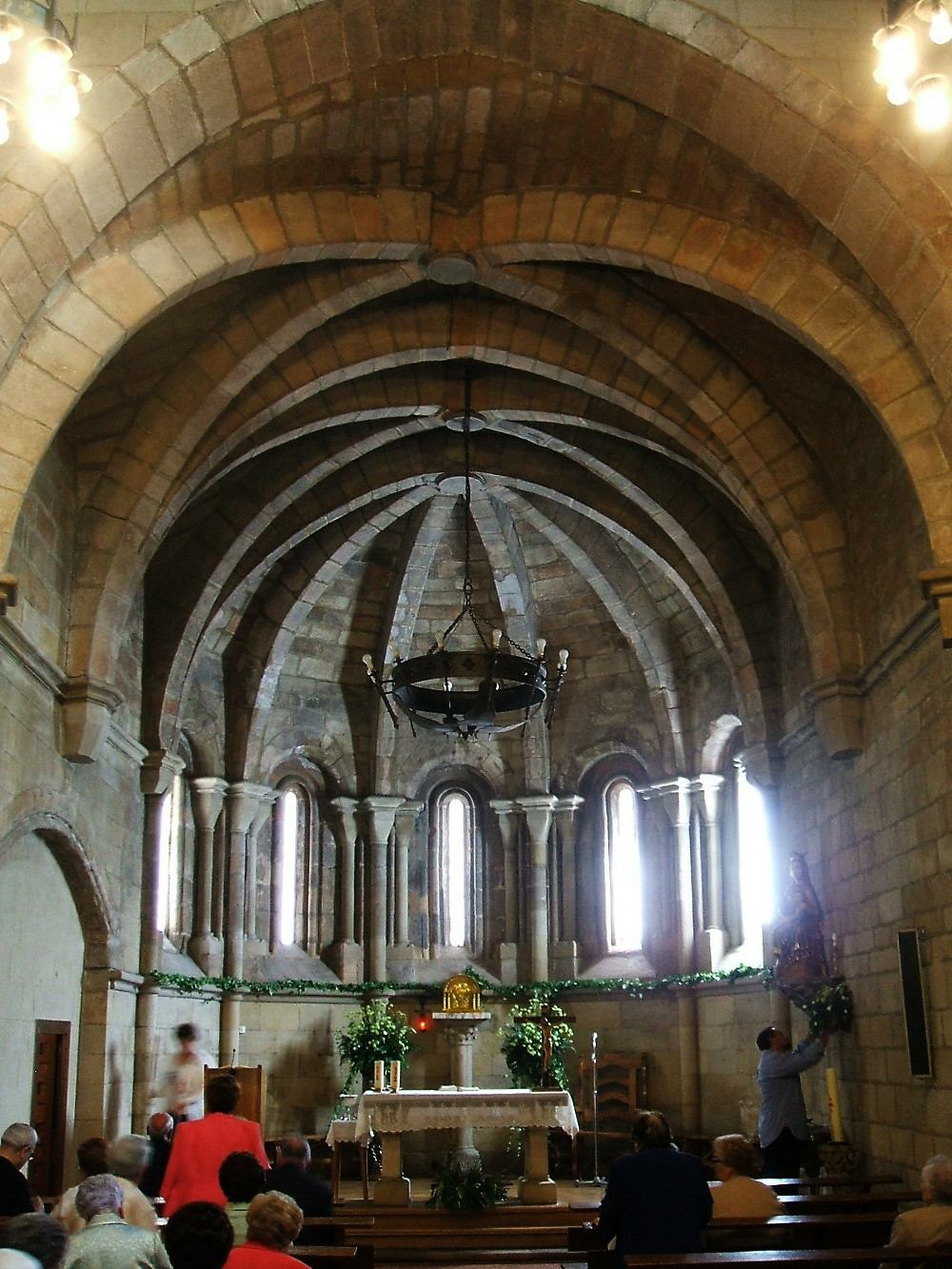
Cabecera
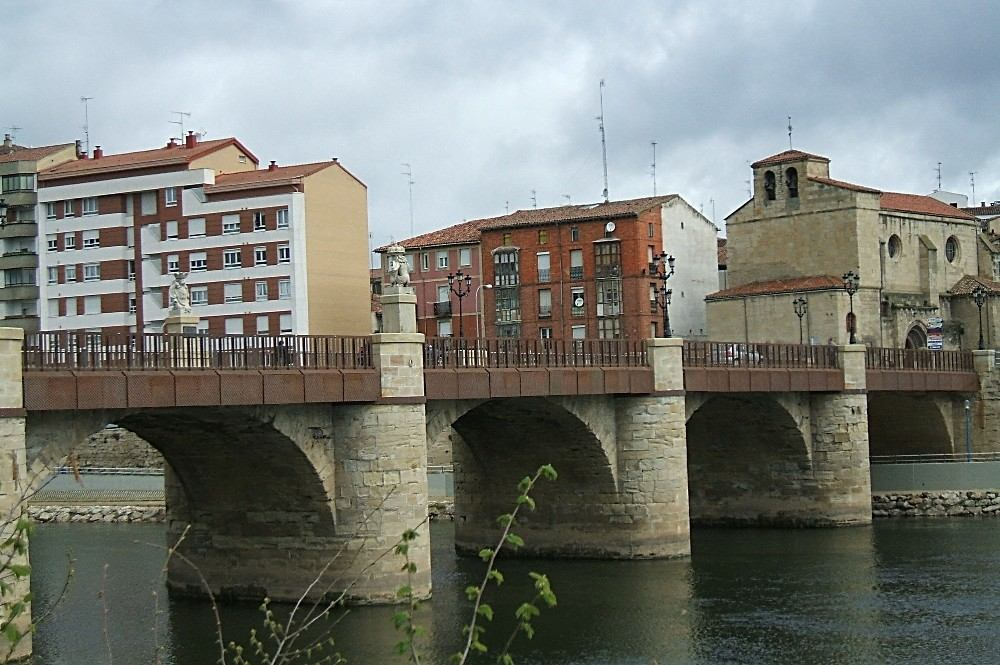
Iglesia, Puente de Carlos III y río Ebro
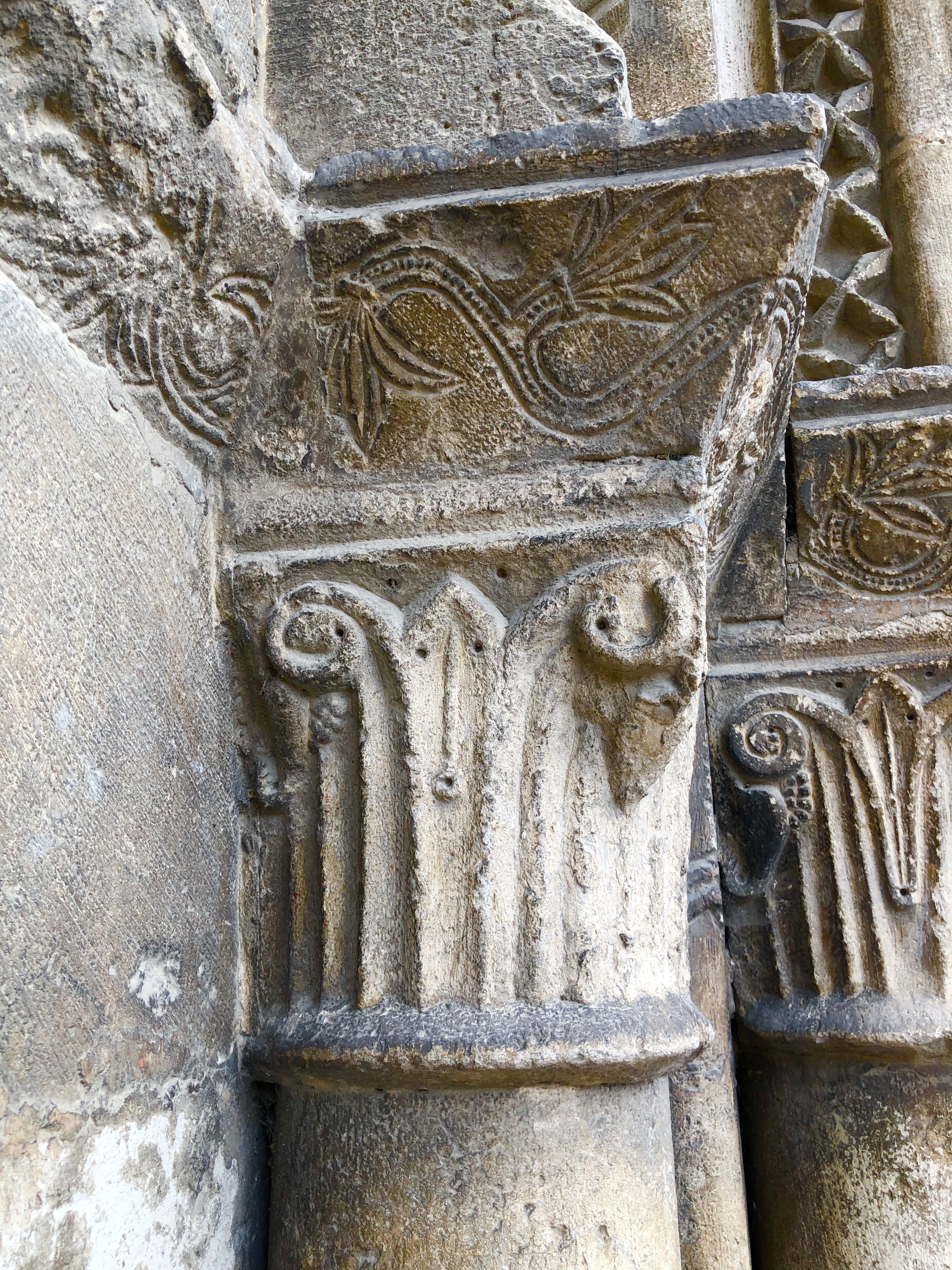
Capitel Iglesia Espíritu Santo en Miranda de Ebro
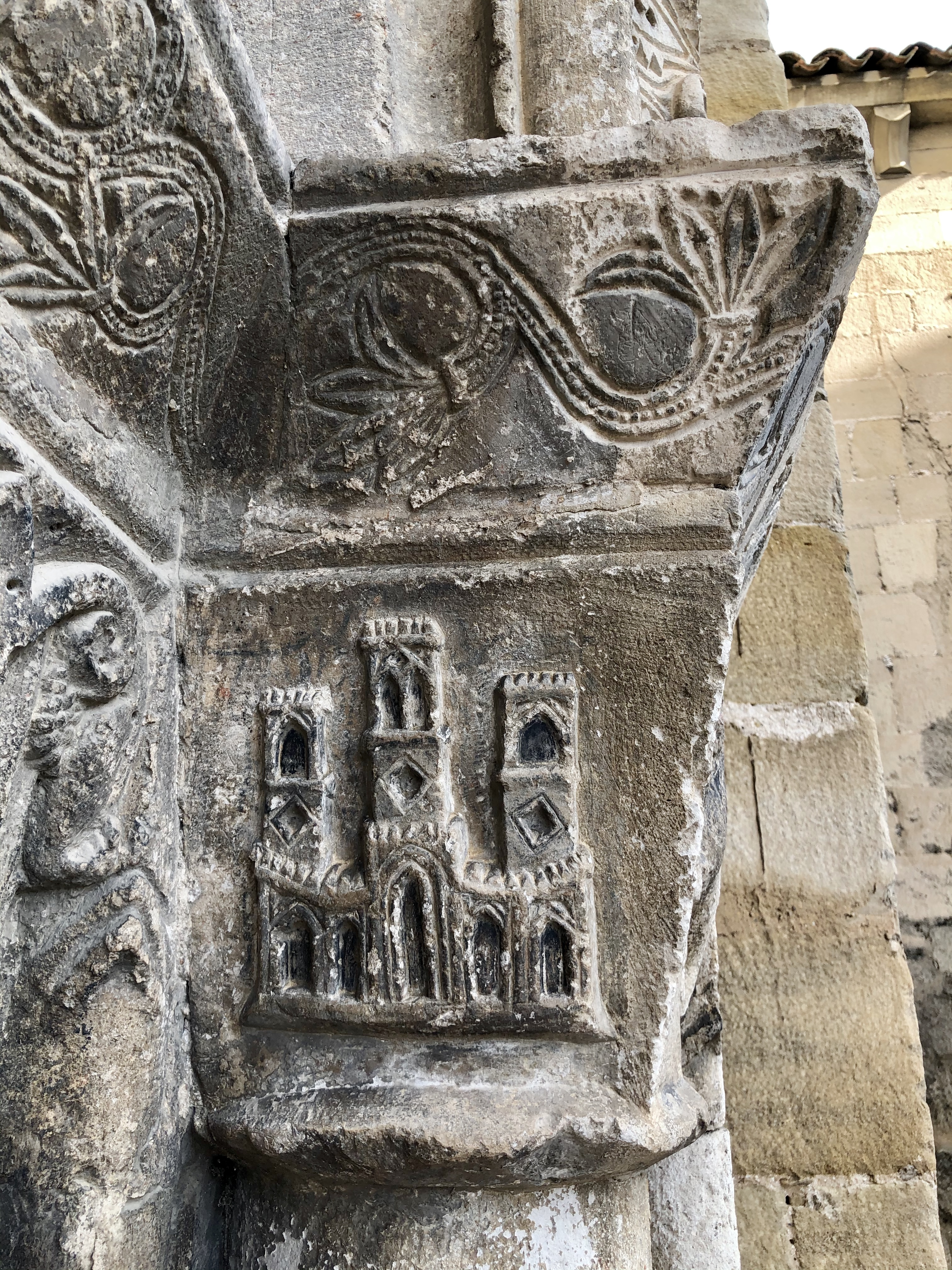
Capitel Iglesia Espíritu Santo en Miranda de Ebro
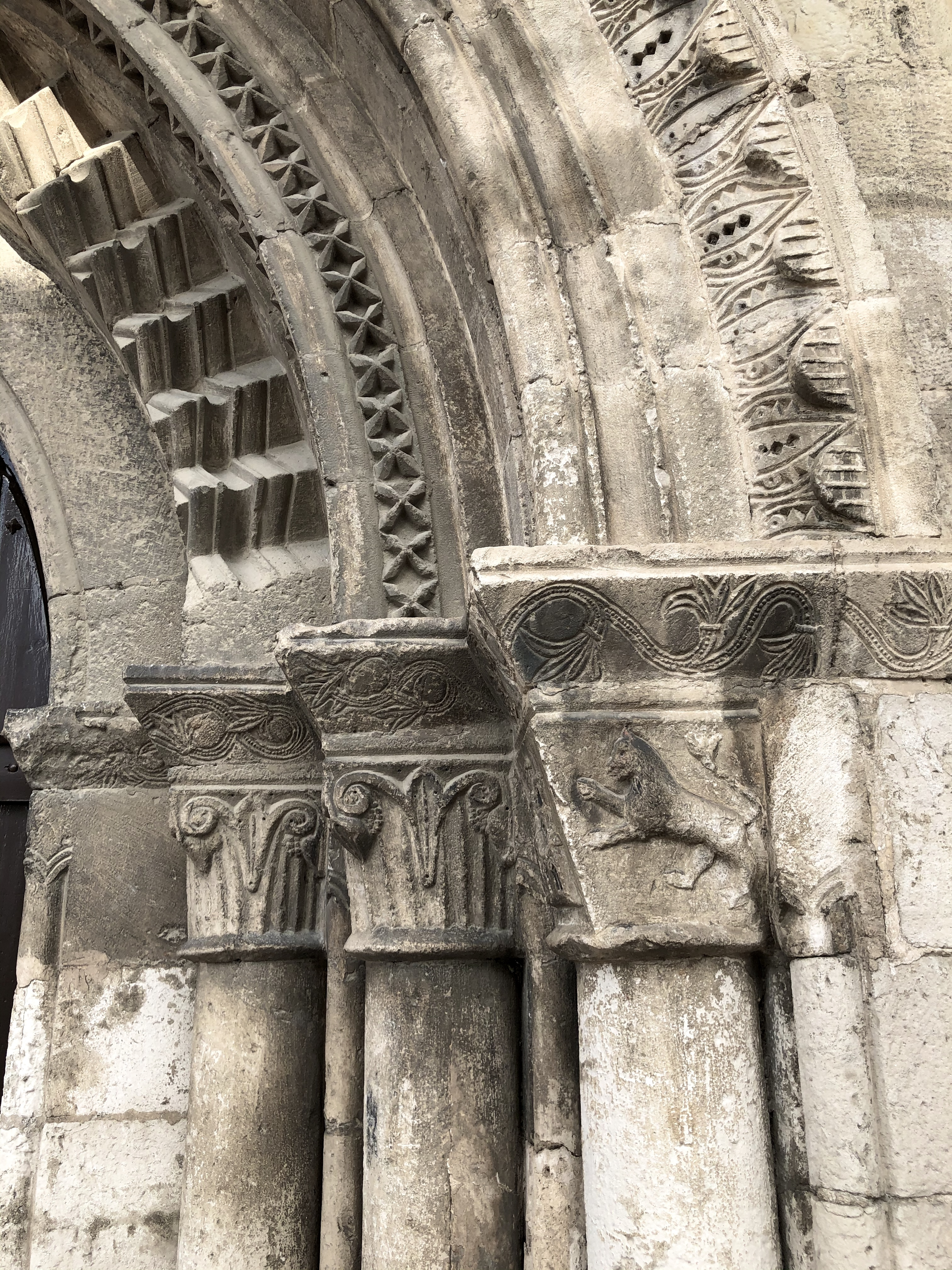
Capitel Iglesia Espíritu Santo en Miranda de Ebro
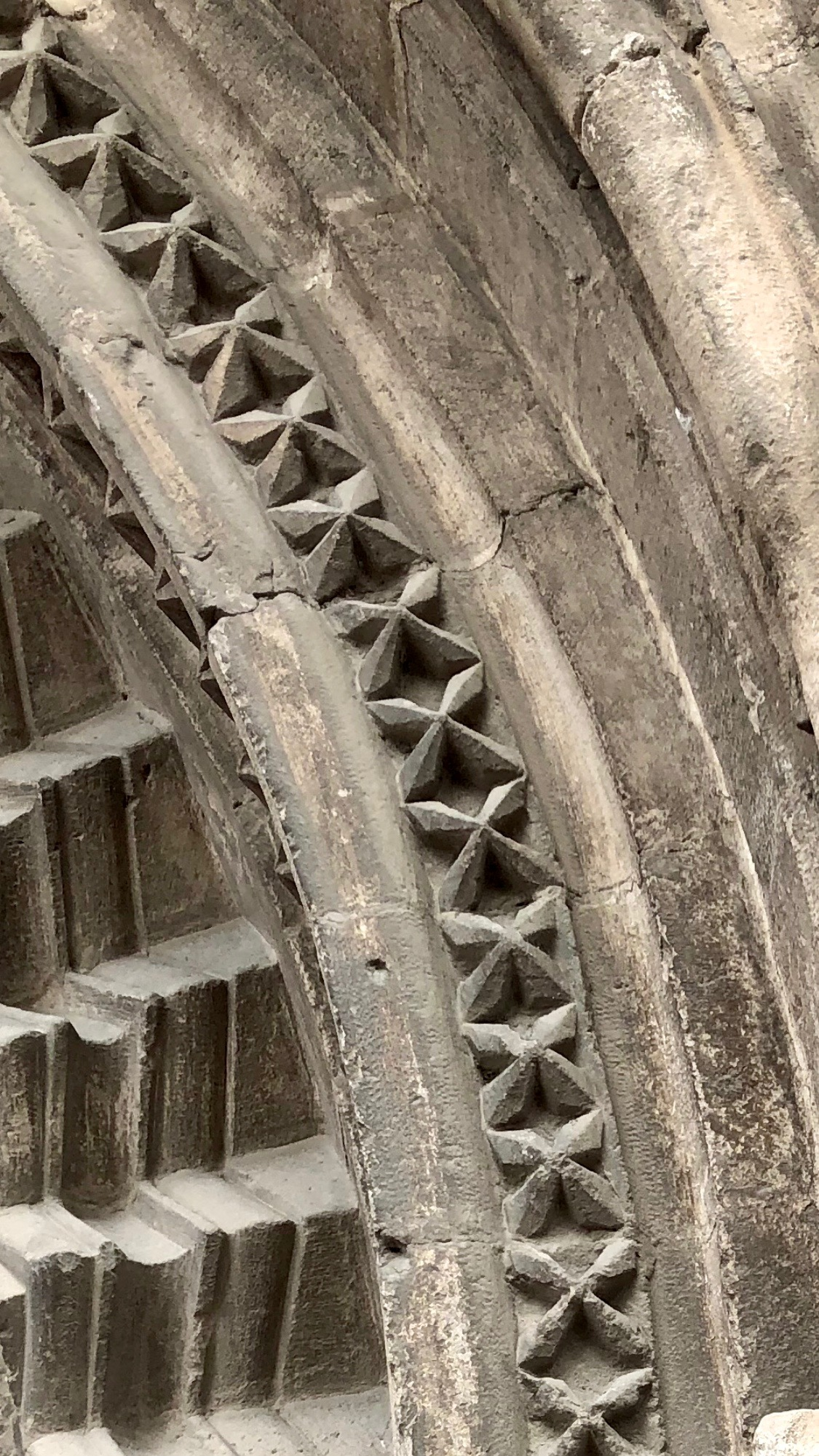
Detalle de los arcos de la Portada, Iglesia del Espíritu Santo, Miranda de Ebro.
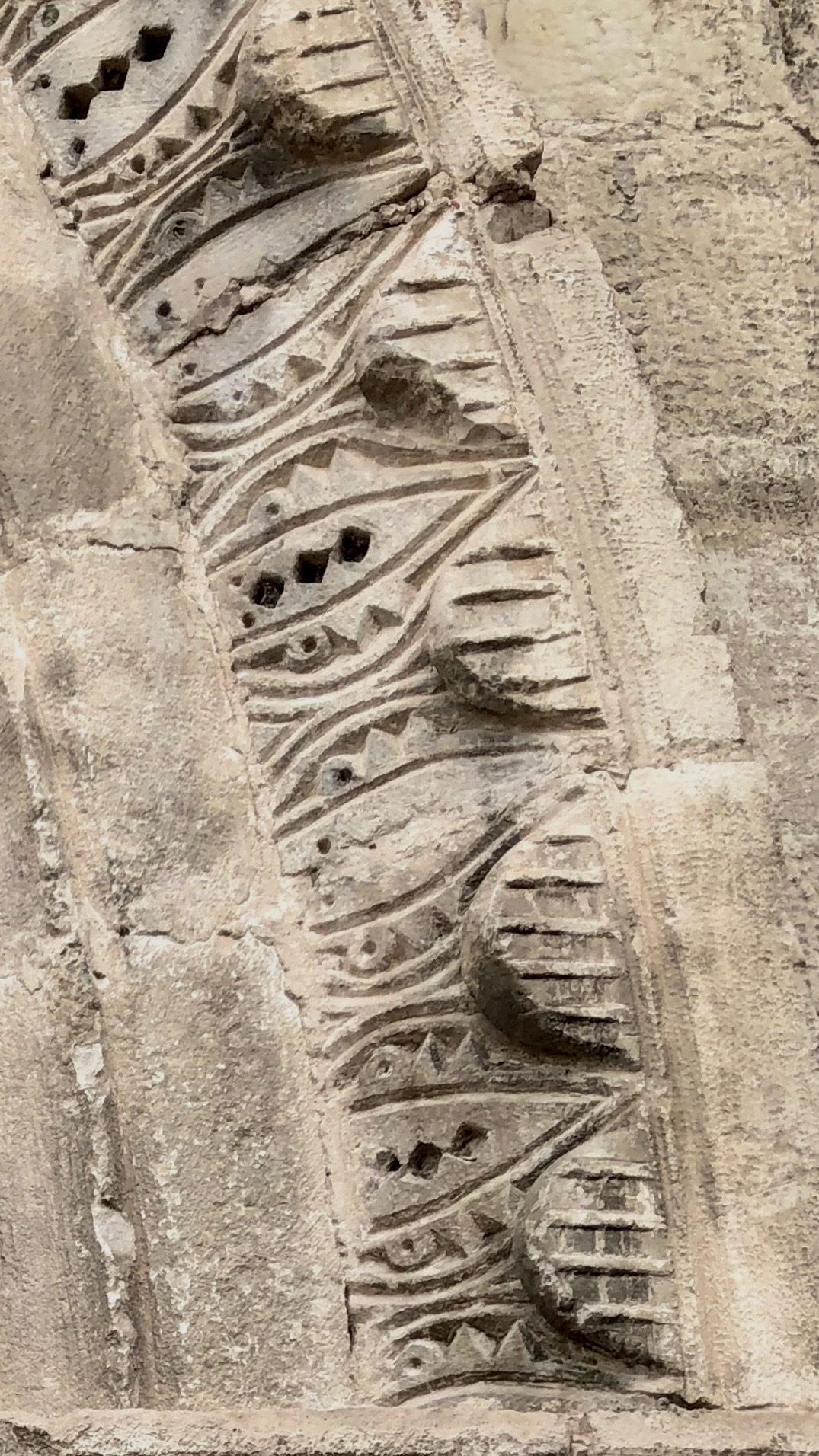
Detalle de los arcos de la portada, Iglesia del Espiritu Santo, Miranda de Ebro.